# Sílvia Lutucuta
 (août 2022).
Silvia Paula Valentim Lutucuta , née le 14 juillet 1968 à Huambo, est une femme politique et cardiologue angolaise. Elle est actuellement ministre de la Santé de l'Angola (pt).

## Biographie
Lutucuta naît le 14 juillet 1968 à Huambo. Elle suit une formation en médecine et se spécialise en cardiologie à l'hôpital de Santa Maria (pt) de Lisbonne, au Portugal. En 2000, elle déménage à Houston au Texas où elle entreprend des recherches post-doctorales au Baylor College of Medicine.
Elle rejoint la Société angolaise des maladies cardiovasculaires.
Elle est membre du bureau politique du MPLA. En 2017, elle est nommée ministre de la Santé d'Angola. Elle crée des milliers de nouveaux emplois notamment dans les zones rurales. Sous sa direction, des vaccins contre le Covid-19 sont déployés dans le pays, et elle organise le financement de l'opération.